# Mojang Studios
- マイクロソフト > モヤン
- Xbox > Xbox Game Studios > Mojang Studios

Mojang Studios（モヤン、スウェーデン語: mojäng、モージャンとも）は、スウェーデンのストックホルムにあるゲーム開発会社でマイクロソフトの子会社である。マルクス・ペルソン（Notch）が2009年5月に「Mojang Specifications」として設立した。代表作である『Minecraft』は2017年2月の時点で2400万本（Java版のみ。全プラットフォームでは1億2200万本以上を突破した）を売り上げる。

## 歴史

### 結成と背景（2009年-2010年）

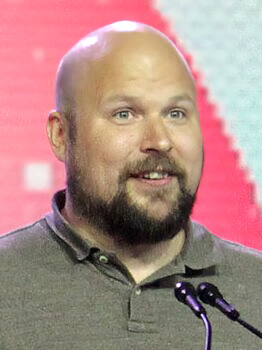
マルクス・ペルソン（Notch）は2009年にMojang Studiosを設立した

Mojang Studiosは、スウェーデンの独立系ビデオゲームデザイナー兼プログラマーであるマルクス・ペルソン（Notch）によって2009年に設立された。彼は幼少期からビデオゲームに興味を持ち、父親の所有するコモドール64ホームコンピュータで『バーズテイル』やいくつかの海賊版ゲームをプレイしていた。また、8歳のときには姉の助けを借りてプログラミングを学び始めた。学校では「孤独な存在」だったため、余暇のほとんどを家でゲームやプログラミングに費やしていた。卒業後、数年間ウェブ開発者として働いた後、ペルソンは2003年に同僚のロルフ・ヤンソンとともに、MMORPG（大規模マルチプレイヤーオンラインロールプレイングゲーム）である『Wurm Online』を制作した。開発中は「Mojang Specifications」という名称を使用し、ゲームが利益を上げ始めた際に2007年にMojang Specifications AB（株式会社形態のaktiebolag）として会社を法人化した。この名前はスウェーデン語の「mojäng」（ガジェットの意）の単語に由来している。同年、ペルソンはプロジェクトを離れ、この名前を再利用したいと考えたため、ヤンソンが会社名をOnetoofree AB、その後Code Club ABに改名した。一方でペルソンは、後にKing.comとして知られるMidasという会社に加わり、25本から30本のゲームを開発した。しかし、勤務時間外でゲーム制作を禁じられたことを理由に同社を退職した。
2009年5月、ペルソンは同年初めにZachtronicsが開発し、リリースしたゲーム『Infiniminer』のクローン制作に着手した。彼は過去の個人プロジェクトからアセットやゲームエンジンの一部コードを再利用し、2009年5月17日に現在『Minecraft』と名付けられたゲームの最初のアルファ版を公開。その後、6月13日に最初の商業版をリリースした。この際、彼は「Mojang Specifications」という名前を再び使用した。リリースから1か月足らずでMinecraftは十分な収益を生み出し、ペルソンは本業の仕事を休むことができた。そして、2010年5月には完全に退職することが可能となった。すべての販売がゲームのウェブサイトを通じて処理されていたため、第三者と収益を分け合う必要がなかった。しかし、支払い処理サービスのPayPalは詐欺の疑いをかけ、一時的に彼のアカウントを凍結したこともあった。
2010年9月、ペルソンはアメリカ合衆国ワシントン州ベルビューにあるゲーム会社Valveのオフィスを訪れた。そこで彼はプログラミングの実技試験を受け、ゲイブ・ニューウェルと面会した後、同社から採用のオファーを受けた。しかしペルソンはこのオファーを断り、代わりにKing時代の元同僚であるヤコブ・ポーシェルに連絡を取り、Mojang Specificationsを正式な事業として設立する支援を求めた。これに対し、ポーシェルは翌日に自身の仕事を辞めると伝え、その後、2人でMojang ABを法人化した。ペルソンがMinecraftの開発を続ける一方で、ポーシェルはデジタルカードゲーム『Scrolls』の開発を担当した。ゲーム開発に専念するため、2人はペルソンの前職jAlbumのマネージャーであったカール・マネーを最高経営責任者（CEO）として雇った。また、ダニエル・カプランをビジネスデベロッパーとして、マルクス・トイヴォネンをアートディレクターとして、そしてイェンス・バーゲンステン（Jeb）をリードプログラマーとして採用するなど、重要な初期メンバーを加えていった。

### 継続的な成長（2011年-2013年）

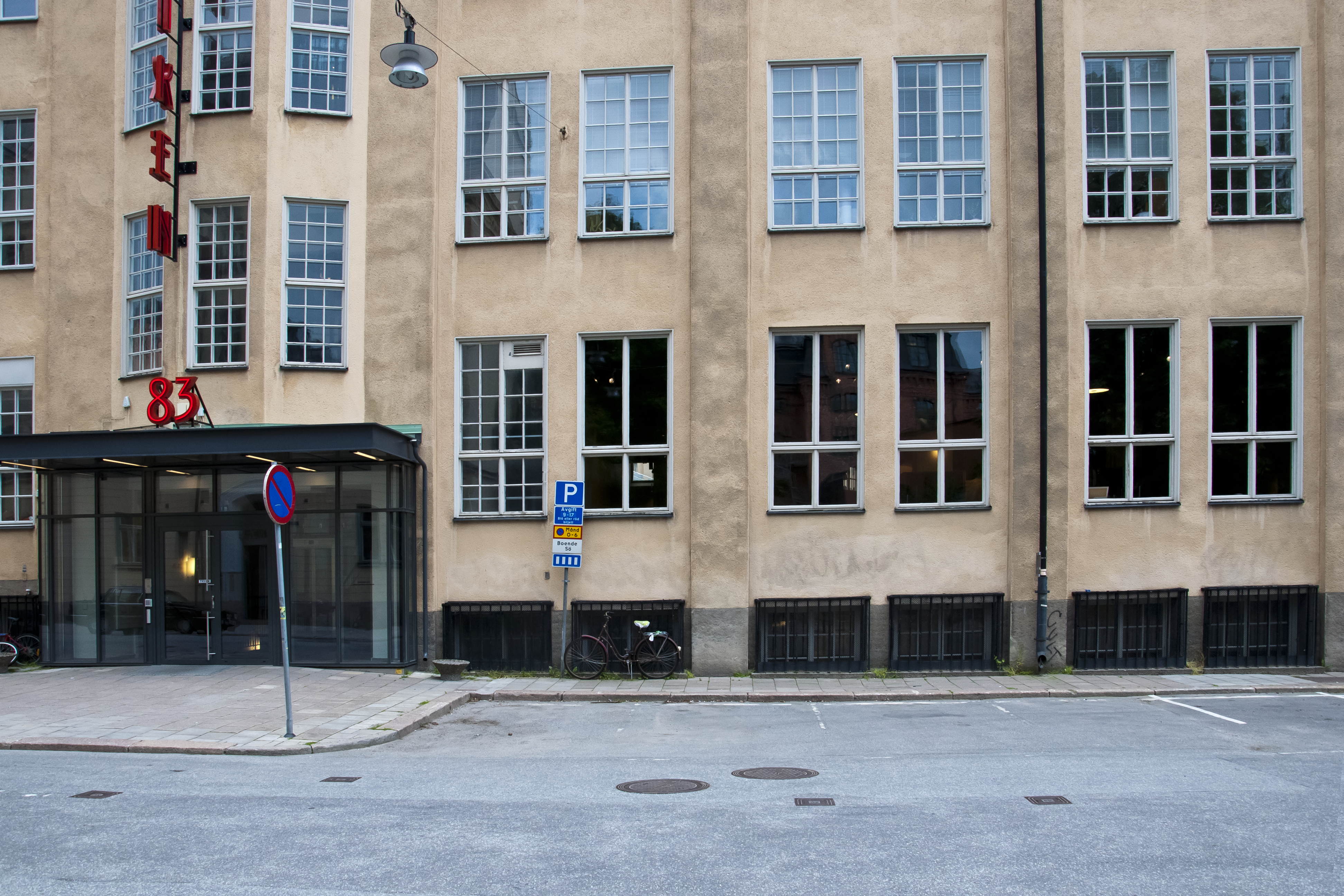
Mojangのオフィスは以前、ストックホルムのマリア・スコルガタ83番地に所在していた。

2011年1月、Minecraftは登録アカウント数が100万に達し、その6か月後には1000万に到達した。この継続的な成功を受け、Mojangはモバイルデバイス向けの新バージョン開発を開始した。Javaベースのフレームワークがモバイルデバイスと互換性がないため、このバージョンはC++でプログラムされた。また、Xbox 360向けに初めて開発された別バージョンは、スコットランド拠点の開発会社4J Studiosに外部委託され、同様にC++が使用された。
2011年3月には新作ゲーム『Scrolls』がMojangから発表された。しかし、このゲーム名の商標登録の試みは、ゼニマックス・メディアとの争議を引き起こした。ZeniMaxは、ゲーム名がゼニマックスが所有する『The Elder Scrolls』シリーズと類似していると指摘した。
同年5月、Kaplanは過去に多くの要望があったことを受け、Mojangが他のインディーゲームスタジオのゲームをパブリッシュまたは共同パブリッシュする計画を立てていると述べた。その第一弾としてOxeye Game Studioによる『Cobalt』が2011年8月に発表された。このゲームの初期バージョンは2011年12月に提供され、完全版は2016年2月にXbox 360、Xbox One、Windows向けにリリースされた。また、マルチプレイヤーに特化したスピンオフ作品『Cobalt WASD』もOxeye Game Studioによって開発され、Mojangから2017年11月にWindows向けにリリースされた。この作品は、早期アクセス期間を経ての正式リリースだった。
Minecraftの正式リリースに際し、Mojangは2011年11月18日から19日にかけて、ラスベガスで専用のコンベンションイベントであるMineconを開催した。初日のプレゼンテーションでMinecraftは正式にリリースされた。その後、Mineconは毎年開催されるイベントとなった。Minecraftの正式リリース後、2011年12月にペルソンはゲームのリードデザイナーとしての役割をイェンス・バーゲンステンに引き継いだ。
この時期、MannehはSequoia CapitalやAccel Partnersを含む多くのベンチャーキャピタル企業と話し合いを行ったが、同社が資金を必要としなかったため、全ての提案を断った。Napsterの共同創設者であり、Facebookの元社長であるショーン・パーカーが2011年にMojangへの個人的な投資を申し出たが、これも同様に断られた。当時、スタジオ側は独立性を維持するため、売却や公開企業になることを否定しており、これがMinecraftの成功に大きく寄与したとされている。2012年3月までにMinecraftは500万本を売り上げ、総収益は8,000万米ドルに達した。同年11月、Mojangには25人の従業員がおり、2012年の総収益は2億3,770万米ドルであった。
2013年には、教育向けのMinecraftのバージョンがRaspberry Piデバイス向けにリリースされた。また、マイクロソフトのプラットフォーム専用とする契約の独占期間が終了した後、PlayStation 3、PlayStation 4、そしてPlayStation Vita向けのゲームエディションも発表された。同年10月には、ギャンブル会社Betsson出身のJonas MårtenssonがMojangの副社長に就任した。2013年、同社は3億3,000万米ドルの収益を記録し、そのうち1億2,900万米ドルが利益であった。

### マイクロソフトの子会社（2014年以降）
2014年6月、Minecraftの所有者であることによる重圧に疲弊していたペルソンは、自身のMojangにおける持ち分を誰か買い取らないかという趣旨のツイートを公開した。この提案に対し、アクティビジョン・ブリザード、エレクトロニック・アーツ、そしてマイクロソフトを含む複数の企業が関心を示した。マイクロソフトのXbox部門の責任者であるフィル・スペンサーは、同年に新たに就任したCEOのサティア・ナデラに、マイクロソフトのゲーム事業における「大胆なビジョン」を示すためとして、Mojangの買収を強く提案した。 
さらに、マイクロソフトは25億米ドルの資金を海外の銀行口座に保有しており、これをアメリカ国内に戻すには送金税を支払う必要があった。ナデラは別途、マイクロソフトの混合現実デバイスであるHoloLensとの活用可能性がMojang買収を進める決め手の一つとなったと述べている。マイクロソフトがMojangに買収の可能性について初めて接触したのは2014年6月であり、その直後に最初の提案が行われた。Mojangはその後、JPモルガン・チェースからアドバイザーを雇った。
Scrollsは、2014年12月にベータ版を終了し正式リリースされたが、2015年にはさらなるコンテンツ開発が終了した。また、2014年12月にはMojangとTelltale Gamesが提携を発表し、Telltale Gamesが『Minecraft: Story Mode』というMinecraftの世界を舞台としたエピソード形式の物語重視のゲームを開発することが決定された。2016年4月、Mojangは完全にアーティストのHenrik Pettersson（2011年8月に雇用された人物）によって開発されたゲーム「Crown and Council」をWindows向けに無料でリリースした。2017年1月のアップデートでは、LinuxおよびmacOS版が追加された。
Scrollsのオンラインサービスは2018年2月に終了し、同年6月には無料プレイモデルおよび「Caller's Bane」という新しい名称で再リリースされた。MojangはMinecraftシリーズを拡大するため、2つのスピンオフ作品を開発した。 ダンジョンクローラーである『Minecraft Dungeons』と、Pokémon GOのような拡張現実ゲームである『Minecraft Earth』それぞれ2018年9月と2019年5月に発表された。
Minecraft Classicは、Minecraftのオリジナル版であり、ブラウザベースのバージョンだが、2019年5月に10周年を記念して無料で再リリースされた。この時点で、Minecraftは1億4,700万本を売り上げ、史上最も売れたゲームとなっていた。ペルソンは、トランスフォビア（トランスジェンダーに対する偏見）やその他の問題に関連する彼の物議を醸す発言により、この記念行事から明確に排除された。また、その前の3月にリリースされたアップデートでは、Minecraft内のペーションに関する複数の言及が削除されていた。2020年5月17日、Minecraftの11周年記念日に、MojangはMojang Studiosへのリブランディングを発表し、同時に新ロゴを導入した。このデザインは、Oliver Helfrichのクリエイティブディレクションのもと、制作会社Boldによって作成された。Minecraft Dungeonsは同月、Windows、Nintendo Switch、PlayStation 4、Xbox One向けにリリースされた。2022年6月、スタジオはアクションストラテジーゲーム『Minecraft Legends』を発表した。Mojang Studiosの6年間のスタジオ責任者であるHelen Chiangは、2023年12月にXbox Game Studiosに昇進し、同ポジションにはÅsa Bredinが就任した。その後、2025年2月にBredinが社外での個人的な目標を重視するため退任すると、Kayleen Waltersが後任に任命され、加えてAmy Stillionが参謀長に就任した。

## ゲーム
| タイトル              | 発売日         | ジャンル                        | プラットフォーム | 備考 |
| --------------------- | -------------- | ------------------------------- | --- | --- |
| Minecraft             | 2011年11月18日 | サンドボックス                  | - Javaプラットフォーム (Minecraft: Java Edition) - iOS (Minecraft (Bedrock Edition)) - Android (Minecraft (Bedrock Edition)) - Windows Phone (Minecraft (Bedrock Edition)) - Xbox 360 (Minecraft: Xbox 360 Edition) - PlayStation 3 （Minecraft: PlayStation 3 Edition） - PlayStation Vita (Minecraft: PlayStation Vita Edition) - PlayStation 4 (Minecraft (Bedrock Edition)) - Xbox One (Minecraft) - Raspberry Pi - Windows 10 (Minecraft (Bedrock Edition)) - Wii U (Minecraft: Nintendo Wii U Edition) - Nintendo Switch (Minecraft (Bedrock Edition)) - Newニンテンドー3DS (Minecraft: New Nintendo 3DS Edition) | 価格はプラットフォームごとに異なる。 Java版はスナップショット、11w49a以降日本語表示に対応するが、チャットへの日本語入力は15w43a以降に対応した。 Windows 10 EditionではC++で書き直されており、Javaは不要である。これによりJavaプラットフォーム版のMODは使用できない。以前はJavaプラットフォーム版を購入している正規ユーザーは手続きすることで無料で入手できたが、現在は入手できなくなっている。 |
| Scrolls               | 2014年3月8日   | トレーディングカードゲーム      | - Windows - OS X - Android - iOS | |
| Minecraft: Story Mode | 2015年10月13日 | アクションアドベンチャー        | - Windows - OS X - iOS - Android - PlayStation 3 - PlayStation 4 - Xbox 360 - Xbox One - Wii U | Telltale Gamesと共同開発。2017年1月時点、日本語字幕などの対応はない。Episode 2以降有料となる。 |
| Cobalt                | 2016年2月2日   | - アクション - サイドスクロール | - Windows - Linux - OS X - Xbox 360 - Xbox One | Oxeye Game Studioと共同開発。先行予約のα版は9.95€で購入することが出来た。 |
| Crown and Council     | 2016年4月22日  | ストラテジー                    | - Windows | ゲームは無料で、Henrik Petterssonが一人で開発。 |
| Minecraft Dungeons    | 2020年5月26日  | アクションアドベンチャーゲーム  | - Nintendo Switch - PlayStation 4 - Windows - Xbox One | Double Elevenとの共同開発 |
| Minecraft Legends     | 2023年4月18日  | アクション、ストラテジーゲーム  | - Nintendo Switch - PlayStation 4 - PlayStation 5 - Windows - Xbox One - Xbox Series X/S | Blackbird Interactiveとの共同開発 |

### ミニゲーム
| タイトル                | リリース日 | ジャンル           |
| ----------------------- | ---------- | ------------------ |
| Catacomb Snatch         | 2012年     | シューテム・アップ |
| Endless Nuclear Kittens | 2013年     | アクション         |
| Nuclear Pizza War       | 2013年     | シューテム・アップ |
| Battle Frogs            | 2013年     | スクロール         |

### 未発売のゲーム
2011年、ペルソンとカプランはMinecraftとレゴブロックのハイブリッドを構想し、レゴと合意のもと「Brickcraft」としてゲームを開発することになった。このプロジェクトは、「Rex Kwon Do」（映画『ナポレオン・ダイナマイト』に由来）というコードネームで進められた。また、このゲームはファーストパーソン・シューティングゲームであるとも説明されていた。Mojangはゲーム開発のために2人の新しいプログラマーを雇い、ペルソンがプロトタイプを作成した。しかし、Mojangはこのプロジェクトを6か月後に中止した。2012年7月に中止を発表した際、ペルソンはMojangが完全に所有するゲームに集中するための決断だったと述べている。当時レゴグループの従業員だったダニエル・マティアセンは後に、中止の理由はレゴが製品のファミリー向けイメージを守るために設定した法的な障害によるものだと非難した。カプランは、Mojangのスタッフがプロジェクトのデザイナーというよりも、むしろコンサルタントのように感じていたと嘆いた。またレゴは、この時点でMojangの買収を検討していたが、Minecraftが後にこれほど人気になるとは予想していなかったため、買収を見送った。  
2012年3月、ペルソンは『Elite』のようなサンドボックス型の宇宙交易・戦闘シミュレーターを設計する予定であると明らかにした。このゲームは「0x10c」と題され、平行宇宙の西暦281,474,976,712,644年が舞台となる予定だった。しかし、このプロジェクトは2013年8月までに棚上げされ、ペルソンは興味を失ったこととスランプを理由として挙げた。開発は無期限延期となったが、2014年9月15日にC418がゲームのために作曲したサウンドトラックをBandcampで出した。
『Minecraft Earth』は、2019年11月にAndroidおよびiOS向けに早期アクセス版として公開された。しかし、2021年1月、このゲームが同年6月に販売停止となり、7月にはすべてのプレイヤーデータが削除されると発表された。Mojangはゲーム終了の主な理由として、ゲームのコンセプトと対立する新型コロナウイルスの影響を挙げた。

## 受賞
- March Developers' Showdown（英語版） 2011[79]

## 法的紛争

### Scrollsに関する論争
2011年8月、Mojangがゲームのために『Scrolls』という言葉を商標登録しようとした後、ゼニマックス・メディア（『The Elder Scrolls』の販売元であるベセスダ・ソフトワークスの親会社）は、Mojangに対しScrollsがゼニマックスの「The Elder Scrolls」という商標を侵害していると主張し、Mojangが名前を使用できないことを求める内容証明郵便を送り、同社をScrollsという単語の使用に関して提訴するとした。ペルソンは商標を放棄し、Scrollsに副題を付けることで妥協案を提示した。しかし、Mojangが内容証明郵便を無視したため、ゼニマックスは9月に訴訟を起こした。ベセスダのPete Hinesはこの訴訟について、Bethesdaが直接関与しているわけではなく、問題はこの分野に詳しい弁護士たちにあると述べた。
Mojangは10月に仮差止命令を勝ち取り、ScrollsとThe Elder Scrollsは容易に区別できると判決されたが、ゼニマックスには引き続き控訴の権利が残された。2012年3月、Mojangとゼニマックスは和解し、全てのScrollsに関する商標および商標登録申請がゼニマックスに移管されることになった。その上で、はゼニマックス Mojangに対しScrollsおよび追加コンテンツでの名前使用をライセンスするが、続編や類似名の他ゲームには使用できないとした。

### Uniloc USA, Inc. 他対 Mojang AB
2012年7月20日、Unilocはデジタル著作権管理技術を専門とする企業として、Mojangを相手取り訴訟を提起した。この訴訟では、MinecraftのAndroid版におけるライセンス認証システムが、Unilocが保有する特許の特許侵害に該当すると主張された。この訴訟は「Uniloc USA, Inc. 他対 Mojang AB」として、アメリカ合衆国テキサス東部地区連邦地方裁判所に提起された。
一方で、大量のヘイトメールがUnilocに送られたことに対し、Unilocの創業者であるRic Richardsonは、自身は訴訟に関与しておらず、単に特許を出願しただけであると否定した。なお、この特許は2016年3月に無効とされた。

### Putt-Puttの差止通告
2013年7月、ミニゴルフチェーンのPutt-Puttは、MojangおよびDon Mattrickに対して差止通告書を送付した。MattrickはかつてMinecraftのXbox 360版に関与していたが、その後ジンガに移籍している。同通告書では、Mojangらが「Putt-Putt」という商標を侵害したと主張している。この通告書には、Google検索のスクリーンショットが添付されており、そこにはユーザーが作成したPutt-Puttという名前を使用したマップの動画が映っていた。ペルソンは、この文書をTwitter上で公開した。Mojangの弁護士であるAlex Chapmanは次のように述べている。「ここでは明らかにMinecraftとは何であるかについて誤解が存在する。Minecraftとは、人々が物を作成することを可能にするゲームである。Mojangはユーザーが何を作るかを管理しておらず、さらにユーザーが作成する動画の内容を管理することもない。ユーザーがMinecraftを使用して行うことを理由にMojangを訴えるのは、人々がMicrosoft Wordを使用して行うことを理由にマイクロソフトを訴えるのと同様である。」